# قاب خاطره (مجموعه تلویزیونی)
قاب خاطره  نام مجموعه تلویزیونی است به تهیه کنندگی داود بیدل و  کارگردانی محمد حجت ذیجودی  که فیلمنامه اش  را حسن وارسته  طراحی و سرپرستی کرده است . این مجموعه نمایشی  توسط گروه فیلم و سریال برون مرزی صدا و سیمای جمهوری اسلامی ایران در سال ۹۴–۹۳ تولید و از شبکه آی فیلم و سپس شبکه‌های دیگر پخش شده است. این مجموعه از نخستین تولیدات داستانی آی فیلم است.

## خلاصه داستان
داستان قاب خاطره  در یک بازارچه که در شهر مشهد واقع است، می‌گذرد، البته موضوع سریال قاب خاطره زائرانی است که برای زیارت به مشهد مقدس می‌روند. این زائران در یک عکاسخانه عکس می‌گیرند و در زیارت دوباره به این مکان مراجعه می‌کنند. مشکلاتی که برای این زائران پیش می‌آید با تلاش و همفکری صاحب عکاسخانه حل می‌شود این مجموعه همچنین روایتگر زندگی افراد حاضر در بازارچه قدیمی مشهد است. در این بازارچه و در گذر آقا بزرگ یک عکاسی قدیمی به نام خاطره وجود دارد که توسط علی نصیریان اداره می‌شود. سوغاتی فروشی آقا جمال که توسط افشین سنگ چاپ اداره می‌شود دیگر لوکیشن اصلی داستان است. همچنین یک هتل که زائران زیادی به آنجا می‌آیند دیگر لوکیشن اصلی مجموعه است که محمد الهی صاحب آن است. در طول داستان افراد و اتفاقات مختلفی در هرکدام از این لوکیشن‌ها رخ می‌دهد و در هرکدام از اپیزودهای مجموعه اتفاقاتی تلخ و شیرین خواهد افتاد.

## عوامل
- داود بیدل (تهیه‌کننده)
- محمد حجت ذیجودی (کارگردان)
- حسن وارسته (طراح و سرپرست فیلمنامه)
- علی حدادی (نویسنده)
- امیر شاداب (نویسنده)
- ساناز اسدی (نویسنده)
- هادی شلالوند (مدیر تصویربرداری)
- مانی جعفرزاده (موسیقی)
- حسین مجد (طراح صحنه، لباس و دکور)
- کوروش علیزاده (طراح گریم)
- وحید مرادی (مدیر تولید)
- حسین نقوی (صدابردار)

## پانوشت
1. 1 2  «تصویر برداری «قاب خاطره» از مرز 70 در صد گذشت». ایسنا. ۲۰۱۳-۱۰-۲۷. دریافت‌شده در ۲۰۱۹-۱۰-۲۷.